# Új városháza (München)

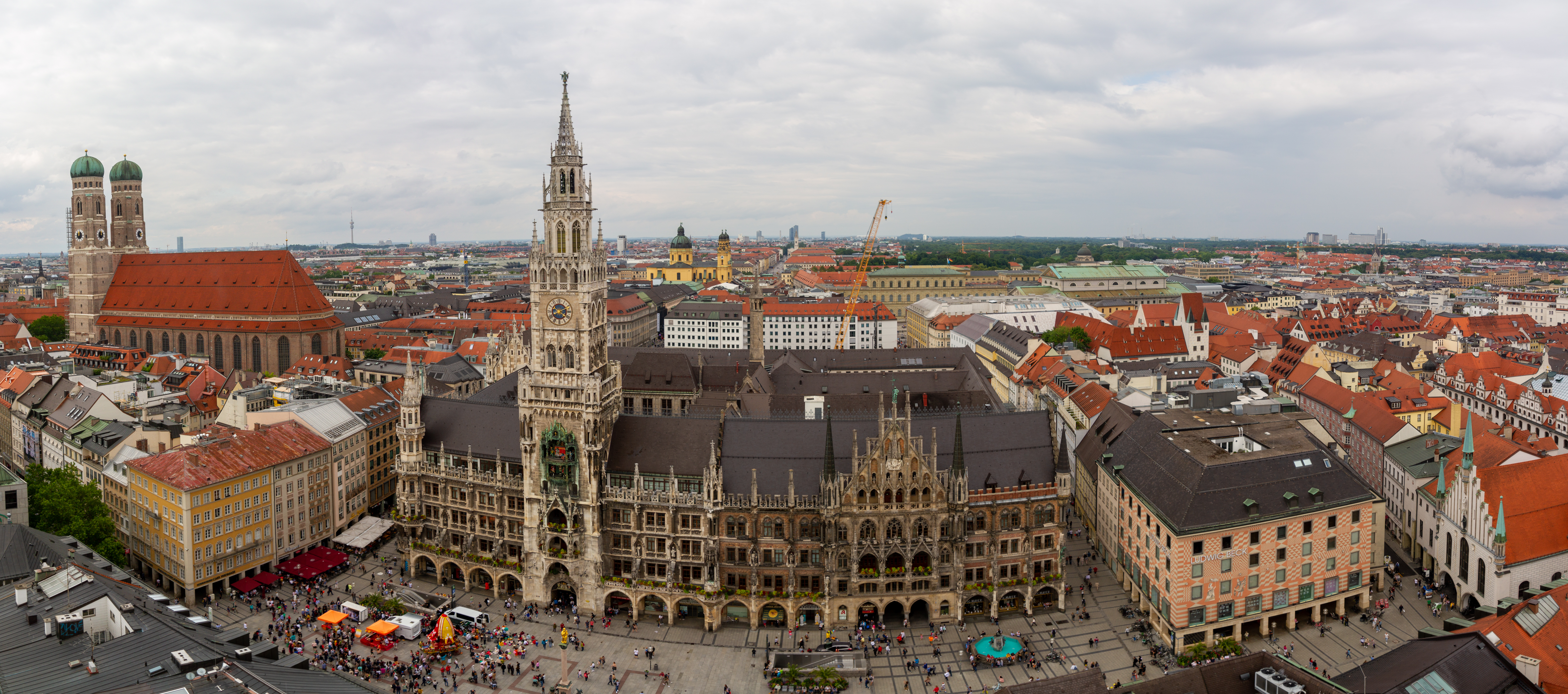
A városháza

A müncheni Új városháza az egykori piactér, a Marienplatz egész északi oldalát elfoglalja. A neogótikus épületet-tömböt Georg Hauberrisser építette 1867 és 1908 között. A főhomlokzaton bajor királyok, választófejedelmek és Münchent szimbolizáló szobrok, allegorikus figurák állnak. A tér felőli homlokzat körülbelül 100 méter hosszú, a torony pedig 85 méter magas. A torony rejti Európa egyik legnagyobb harangjátékát (Glockenspiel). A több mint negyven harang 4 különböző dallamot játszik három kettedes oktávban. A harangjáték része az erkélyen megjelenő több mint 30 figura, amelyek két jelenetet elevenítenek fel. Az alsó sorban az ún. Schäfflertanz (kádártánc), a felsőben V. Vilmos bajor herceg Lotaringiai Renátával kötött házassága alkalmából rendezett lovagi tornára emlékeztet.